# Стерилізатор

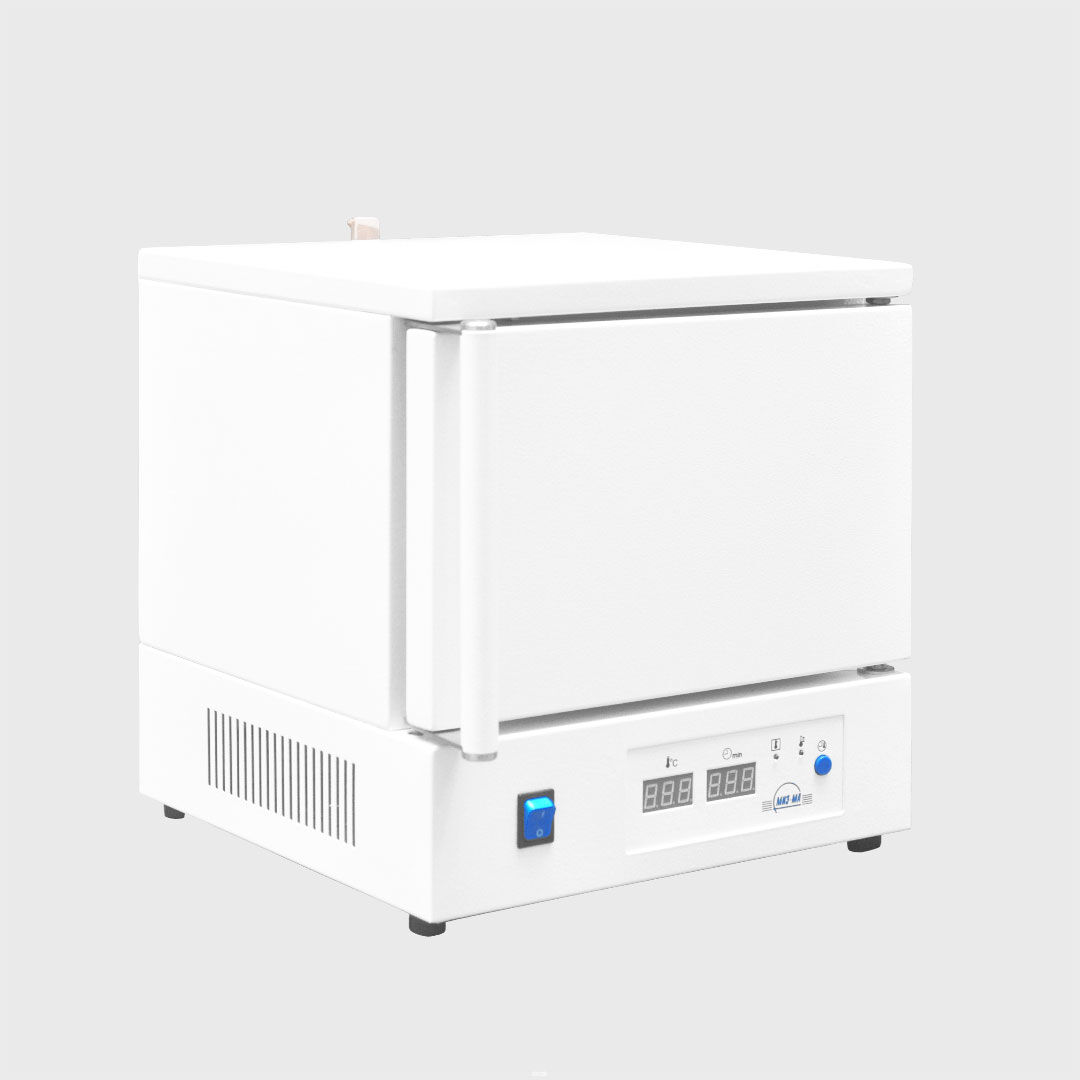
Стерилізатор

Стерилізáтор (англ. Sterilizer) - це пристрій для стерилізації медичних, косметологічних інструментів, посуду, тощо. 

## Кварцові стерилізатори
Кварцовий стерилізатор - це пристрій, який дозволяє всього за 30 секунд виконати повноцінне знезараження інструментарію, використовуваного для проведення манікюру і педикюру. Активним наповнювачем, в який необхідно занурювати інструменти або фрези, є кульки з кварцу, які нагріваються до 250° С. Завдяки створюваних умов знищуються всі бактерії, грибкова флора та інші шкідливі мікроорганізми. Внутрішня колба нагрівається до 180° С. не більше, ніж за 12 хвилин.

## Ультрафіолетові стерилізатори
Ультрафіолетовий стерилізатор працює за рахунок ультрафіолетової лампи, яка має антибактеріальну дію.
У ньому можна зберігати та знезаражувати інструменти з усіх матеріалів аж до ватних дисків.

## Ультразвукові стерилізатори
Ультразвуковий стерилізатор - стерилізатор, який працює за рахунок ультразвукових хвиль разом з водою або дезінфікуючими рідинами. Ультразвук очищає інструменти, проникаючи навіть у важкодоступні місця. Щоб домогтися стовідсоткового знезараження, використовуйте дезінфікуючі рідини готові до застосування, або концентрати, які потрібно розводити з водою.
1. ↑  Стерилізатор – гарант у безпечному використанні манікюрних інструментів. yeah-shop.com.ua. Архів оригіналу за 28 квітня 2022. Процитовано 29 квітня 2022. [Архівовано 2022-04-28 у Wayback Machine.]